# Spinimegopis buckleyi
Spinimegopis buckleyi is een keversoort uit de familie van de boktorren (Cerambycidae). De wetenschappelijke naam van de soort werd voor het eerst geldig gepubliceerd in 1894 door Charles Joseph Gahan.